# Olga Freidenberg
Olga Freidenberg (Odessa, 15 de março de 1890 – Leningrado, 6 de julho de 1955) foi uma filóloga russa e soviética, conhecida por ter sido uma das pioneiras dos estudos culturais na Rússia. Seus trabalhos também tem importância no campo da semiótica e dos estudos bakhtinianos. Foi a primeira mulher na Rússia a se tornar doutora em estudos literários. As correspondências com seu primo Boris Pasternak foram publicadas e são alvo de estudos.